# Laguna Honda (sjö i Bolivia)
Laguna Honda är en sjö i Bolivia.   Den ligger i departementet Potosí, i den sydvästra delen av landet, 400 km sydväst om huvudstaden Sucre. Laguna Honda ligger 4 114 meter över havet. Arean är 0,29 kvadratkilometer. Den sträcker sig 0,7 kilometer i nord-sydlig riktning, och 0,8 kilometer i öst-västlig riktning.
Trakten runt Laguna Honda är ofruktbar med lite eller ingen växtlighet. Trakten runt Laguna Honda är nära nog obefolkad, med mindre än två invånare per kvadratkilometer.